# Myoryang-myeon
Myoryang-myeon (koreanska: 묘량면) är en socken i kommunen Yeonggwang-gun i provinsen Södra Jeolla i den sydvästra delen av Sydkorea, 260 km söder om huvudstaden Seoul. 